# Natroniobita
La natroniobita és un mineral de la classe dels òxids. Rep el nom de la seva composició química, que conté sodi (natrum) i niobi.

## Característiques
La natroniobita és un òxid de fórmula química NaNbO₃. Cristal·litza en el sistema monoclínic. És un mineral polimorf de la isolueshita, la lueshita i la pauloabibita.
Segons la classificació de Nickel-Strunz, la natroniobita pertany a «04.CC: Òxids amb relació Metall:Oxigen = 2:3, 3:5, i similars, amb cations de mida mitjana i gran» juntament amb els següents minerals: cromobismita, freudenbergita, grossita, clormayenita, yafsoanita, latrappita, lueshita, perovskita, barioperovskita, lakargiïta, megawita, loparita-(Ce), macedonita, tausonita, isolueshita, crichtonita, davidita-(Ce), davidita-(La), davidita-(Y), landauïta, lindsleyita, loveringita, mathiasita, senaïta, dessauïta-(Y), cleusonita, gramaccioliïta-(Y), diaoyudaoïta, hawthorneïta, hibonita, lindqvistita, magnetoplumbita, plumboferrita, yimengita, haggertyita, nežilovita, batiferrita, barioferrita, jeppeïta, zenzenita i mengxianminita.

## Formació i jaciments
Va ser descrita a partir d'exemplars recollits en dos indrets de l'óblast de Múrmansk, a Rússia: els massissos Lesnaya Varaka i Sallanlatvi. També ha estat descrita a la mina de vermiculita del complex Gem Park, al comtat de Fremont, a l'estat de Colorado (Estats Units), així com als comtats de Lincoln i Gordon, a l'estat de Nova Gal·les del Sud (Austràlia).